# الخروج عن النص (فلم)
الخروج عن النص فيلم دراما مصري من إنتاج سنة 2018. الفيلم من إخراج 
حسن السيد، وتأليف حسين أبو الدهب، وإنتاج حسين أبو الدهب، ومن بطولة محمد نجاتي، وتارا عماد، وراندا البحيري، ونرمين ماهر، وحسن عيد.

## ملخص القصة
- تدور أحداث الفيلم حول مخرج سينمائي يتعرض لأزمة مالية كبيرة تقلب حياته رأسًا على عقب، ليتجه إلى الإتجار في المخدرات.

## طاقم التمثيل
أسماء بعض المشاركين في العمل:
- محمد نجاتي
- تارا عماد
- راندا البحيري
- نرمين ماهر
- حسن عيد
- مراد فكري صادق
- عمرو ممدوح
- أسامة أسعد
- زينب عبدالوهاب
- أيمن قنديل
- أحلام الجريتلي
- ماجد عبدالعظيم
- عيد أبو الحمد
- سيد مصطفى
- شروق
- زياد قطب
- باهر الشريف
- مريم سرحان
- ملك عماد
- هدير سليمان
- أمينة

## الإنتاج
- كتب حسين أبو الدهب قصة وسيناريو الفيلم، وكان الفيلم من إخراج حسن السيد. المنتج حسين أبو الدهب.